# 主流媒体
主流媒体（英語：mainstream media，简称MSM）是新闻界的一个术语，是对影响大众的、反映并塑造主流思潮的各种大型大众新闻媒体的统称。与之相对的是另類媒體。